# Giuseppe Tomasi di Lampedusa
Giuseppe Tomasi di Lampedusa (Palermo, 23 de dezembro de 1896 — Roma, 23 de julho de 1957) foi um escritor italiano. Entre as suas obras conta-se o romance Il gattopardo (O Leopardo) sobre a decadência da aristocracia siciliana durante o Risorgimento.
A única mudança permitida é aquela sugerida pelo príncipe de Falconeri: "tudo deve mudar para que tudo fique como está", frase amplamente divulgada em todo o mundo.

## Juventude
Tomasi, nascido em Palermo, era filho de Giulio Maria Tomasi, príncipe de Lampedusa, e Beatrice Mastrogiovanni Tasca de Cutò. Tornou-se o único rebento do casal após a morte (por difteria) de sua irmã. Ele era muito apegado à mãe, pessoa de personalidade forte que muito influenciou seus ideais, especialmente em função de seu pai manter-se frio e distante. Quando criança, Tomasi estudou em sua mansão em Palermo com um tutor (que ministrava disciplinas como literatura e inglês), com a mãe (que conversava com ele em francês) e com sua avó, que costumava ler para o menino romances de Emilio Salgari. No pequeno teatro da residência em Santa Margherita di Belice, onde ele passava suas férias, assistiu pela primeira vez peças como Hamlet, encenada por uma trupe itinerante.

## No exército em Caporetto
No início de 1911, cursou o liceu clássico em Roma e posteriormente em Palermo; mudou-se definitivamente para Roma em 1915 e matriculou-se na faculdade de Direito; entretanto, naquele ano ele foi convocado pelo serviço militar, lutando na batalha de Caporetto, onde caiu prisioneiro dos austríacos, com a derrota italiana. Foi mantido preso em um campo de prisioneiros de guerra na Hungria, fez um plano de fuga, retornando a pé à Itália. Depois de ser promovido a tenente, retornou para a Sicília, alternando períodos na ilha e em viagens até sua mãe, retomando seus estudos de literatura estrangeira.

## A esposa da Letônia
Em Riga, Letônia, casou-se no ano de 1932 com Alexandra Wolff Stomersee, apelido "Licy", uma estudante de psicanálise de uma família nobre de origem alemã. No início viveram com a mãe de Lampedusa, em Palermo, mas logo a incompatibilidade entre as duas mulheres obrigou Licy a retornar à Letônia. Em 1934, seu pai faleceu e Tomasi recebeu seu título principesco. Ele foi convocado a retornar ao exército em 1940, mas, sendo o responsável por uma grande propriedade agrícola familiar, pode voltar logo a sua casa para retomar seus negócios. Tomasi e sua mãe refugiaram-se em Capo d'Orlando, aonde ele pode voltar a Licy; eles sobreviveram à guerra, mas seu palácio em Palermo não.
Após a morte da mãe em 1946, Tomasi voltou a viver com sua esposa em Palermo.
Em 1953, ele passou a dedicar a maior parte de seu tempo a um grupo de jovens intelectuais, um dos quais era Gioacchino Lanza, com quem fomentou grande afinidade e, no ano seguinte, adotou-o legalmente como filho.

## Obras
"Il Gattopardo" trata de uma família nobre cujo brasão ostenta o animal referido no título do romance, destacando-se Don Fabrizio Corbera, Príncipe de Salina, no contexto do Risorgimento. Talvez o trecho mais memorável do livro seja o discurso do sobrinho de Don Fabrizio, Tancredi, o arruinado e simpático oportunista príncipe de Falconeri, incitando seu tio cético e conservador a abandonar sua lealdade aos Bourbons do Reino das Duas Sicílias e aliar-se aos Saboia:
| “ | A não ser que nos salvemos, dando-nos as mãos agora, eles nos submeterão à República. Para que as coisas permaneçam iguais, é preciso que tudo mude. | ” |

O título "Il Gattopardo", em inglês e em português quer dizer "O Leopardo", mas a palavra italiana "gattopardo" refere-se tanto ao felino da América quanto ao africano. Gattopardo pode ser uma citação ao felino selvagem, que foi violentamente caçado na Itália até sua extinção, em meados do século XIX, exatamente a época em que Don Fabrizio testemunhava impotente o declínio e a indolência da aristocracia siciliana.
A obra foi muito criticada pelos críticos literários por "combinar realismo com uma estética decadente". Entretanto, tornou-se muito popular entre os leitores comuns, a tal ponto que em 1963 "Il Gatopardo" foi imortalizado no cinema pela produção de Luchino Visconti, estrelada por Burt Lancaster, Alain Delon e Claudia Cardinale todos atuando em grandes papéis.
Tomasi também escreveu trabalhos menos conhecidos:
- "I racconti" (publicado em 1961);
- "Le lezioni su Stendhal" (1959, publicado em forma de livro em 1977); e
- "Invito alle lettere francesi del Cinquecento" (publicado em 1970).

Escreveu ainda "Alegria e a Lei", um trabalho literário comum. Ele também é autor de um pequeno número de ensaios.

### O Leopardo
Tomasi de Lampedusa foi muitas vezes hóspede de seu primo, o poeta Lucio Piccolo, com quem viajara em 1954 às termas de San Pellegrino para participar de uma cerimônia de premiação literária, onde eles encontraram, entre outros, Eugenio Montale e Maria Bellonci. Dizem que foi ao retornar desta viagem que ele escreveu Il Gattopardo ("O Leopardo"), concluindo-o em 1956. Durante sua vida, o romance foi rejeitado pelos editores aos quais fora submetido, o que desapontou muito Tomasi.
Em 1957, Tomasi di Lampedusa recebeu diagnóstico de câncer e faleceu em 23 de julho em Roma. Foi sepultado no cemitério Capuccino em Palermo. Seu romance foi publicado somente dois anos após sua morte, quando Elena Croce o enviou a Giorgio Bassani que publicou o livro pela editora Feltrinelli.

### A adaptação cinematográfica de "Il Gattopardo"
Em 1860, Garibaldi luta no movimento de unificação da Itália. D. Fabrizio (Burt Lancaster) é um aristocrata que tenta manter o antigo modo de vida, apesar dos tempos de mudança. Para ele, a ascensão da burguesia é uma ameaça. Contudo, numa manobra astuta, combina o casamento do seu sobrinho Tancredi (Alain Delon) com Angélica (Claudia Cardinali), filha de um rico e influente administrador de propriedades. Fiel a seus valores, o aristocrata consegue assim manter acesa a chama do antigo regime.

## Publicações
- Il Gattopardo, Milano, Feltrinelli, 1ª ed., novembro de 1958; nova edição revisada do manuscrito editado por Gioacchino Lanza Tomasi, Milão, Feltrinelli, 2002.
- I ricordi d'infanzia, Prefácio de Giorgio Bassani, Collana Biblioteca di Letteratura: I Contemporanei n. 26, Milão, Feltrinelli, 1961; edição revisada editada por Nicoletta Polo, prefácio de Gioacchino Lanza Tomasi, Milão, Feltrinelli, 1988;
  - Racconti, Nova edição revista e aumentada (com La gioia e la legge, La sirena, I gattini ciechi) Le Comete Collection, Feltrinelli, 2015; Série UE, Feltrinelli, 2017.
- Lezioni su Stendhal, Palermo, Sellerio, 1977.
- Invito alle Lettere francesi del Cinquecento, Collana I Fatti e le Idee, Milano, Feltrinelli, 1979, ISBN 978-88-072-2420-1.
- Il mito, la gloria, editado por Marcello Staglieno, Roma, Shakespeare & Company, 1989
- Letteratura inglese, 2 vols. (I: Das origens ao século XVIII; II: Os séculos XIX e XX), editado por Nicoletta Polo, posfácio de Gioacchino Lanza Tomasi, Milão, Arnoldo Mondadori Editore, 1990-1991.
- Opere, introdução e prefácio de Gioacchino Lanza Tomasi, editado por Nicoletta Polo, Collana I Meridiani, Milão, Mondadori, 1995; Nova edição aumentada, I Série Meridiani, Mondadori, 2004.
- Licy e il Gattopardo. Lettere d'amore, editado por Sabino Caronia, Roma, Edizioni associate, 1995.
- Viaggio in Europa. Epistolario 1925-1930, editado por Gioacchino Lanza Tomasi e Salvatore Silvano Nigro, Milão, Mondadori, 2006, ISBN 978-88-045-6477-5.
- La sirena, (originariamente Lighea), Milão, Feltrinelli, 2014 [com CD de áudio contendo uma gravação de voz do autor].
- Ah! Mussolini!, posfácio de Gioachino Lanza Tomasi, Milão, De Piante Editore, 2019